# Barry Ratcliffe
Barry J. „Bear“ Ratcliffe (* 6. März 1962 in Rocky Mount, Virginia) ist ein US-amerikanischer Schauspieler, Stuntman, Drehbuchautor und Produzent.

## Leben
Als jüngstes von sieben Kindern kam Barry Ratcliffe in den Bergen von Virginia zur Welt, wo er auch aufwuchs.
Während seiner Zeit an der Radford University war er unter anderem der Gastgeber einer Fernsehsendung. Seine Karriere begann er auf der CBS-Sendung Nash Bridges mit Don Johnson, bei der er in sechs Jahren und 118 Episoden mitwirkte. Außerdem spielte er regelmäßig in der Fernsehserie Army Wives. Aktuell stehen sieben neue Projekte von Ratcliffe bevor, davon befinden sich drei im Dreh, eines in der Postproduktion und bereits drei sind vervollständigt. Vier werden voraussichtlich noch 2013 erscheinen.
Barry Ratcliffe spielte unter anderem auch in Filmen wie Die Hexen von Oz neben Christopher Lloyd, Lance Henriksen, Sean Astin und Billy Boyd oder Wasser für die Elefanten neben Christoph Waltz, Reese Witherspoon, Uggie und Robert Pattinson.

## Filmografie (Auswahl)
- 1986: Miami Vice
- 1998–2000: Nash Bridges
- 1999: Der 200 Jahre Mann
- 2001: Plötzlich Prinzessin
- 2003: Hulk
- 2003: Matrix Reloaded
- 2005: Nemesis – Der Angriff
- 2009: Brothers & Sisters
- 2011: Wasser für die Elefanten
- 2011: Die Hexen von Oz
- 2012: Dorothy and the Witches of Oz
- 2013: Army Wives
- 2015: Kein Ort ohne dich
- 2021: Hawkeye (Fernsehserie, Folge 1x01)